# Janowo (powiat szczecinecki)
Janowo – osada w Polsce położona w województwie zachodniopomorskim, w powiecie szczecineckim, w gminie Szczecinek.